# Betty Wahl
Betty Wahl (* 31. März 1965 in Wiesbaden) ist eine deutsche Skandinavistin und literarische Übersetzerin.

## Leben
Betty Wahl absolvierte ein Studium der Skandinavistik, Anglistik und Germanistik an den Universitäten in Freiburg im Breisgau, Glasgow, Reykjavík und Frankfurt am Main, das sie 1997 mit dem Magistergrad abschloss. Es folgte ein Aufbaustudium zum Thema Buch- und Medienpraxis in Frankfurt am Main. Nach Aufenthalten in Dublin, Glasgow und Reykjavík nahm sie Lehraufträge an der Universität Frankfurt und am Nordkolleg Rendsburg wahr und wirkte von 1999 bis 2001 als Mitarbeiterin des Projekts „Edda-Kommentar“ der Deutschen Forschungsgemeinschaft. 2007 promovierte sie an der Universität Frankfurt mit einer Arbeit über die Sprachpolitik Islands. Wahl lehrt Isländisch an der Universität Frankfurt.
Betty Wahl übersetzt neben ihrer Lehrtätigkeit Belletristik aus dem Isländischen, Englischen, Norwegischen und Dänischen ins
Deutsche.
Wahl ist Mitglied im Verband deutschsprachiger Übersetzer literarischer und wissenschaftlicher Werke, VdÜ. Sie lebt in Reykjavík und in Frankfurt am Main.

## Werke
- Isländisch. Sprachplanung und Sprachpurismus. Universitätsverlag Winter, Heidelberg 2008 (= Diss. Frankfurt am Main).

## Übersetzungen (Auswahl)
- Anna Kristín Ásbjörnsdóttir: Isländische Elbenmärchen, Reykjavík 2008
- Dís Sigurðardóttir: Männer gibt’s wie Fisch im Meer, Bergisch Gladbach 2003 (übersetzt zusammen mit Coletta Bürling)
- Gyrðir Elíasson: Am Sandfluss, Zürich 2011
- Marte Huke: Delta, Berlin 2019 (übersetzt zusammen mit Uwe Englert)
- Indriði G. Þorsteinsson: Taxi 79 ab Station, Berlin 2011
- Jón Gnarr: Hören Sie gut zu und wiederholen Sie!!!, Stuttgart 2014
- Jón Hallur Stefánsson: Eiskalte Stille, Berlin 2007
- Jón Hallur Stefánsson: Brandstifter, Berlin 2009
- James Joyce: Dublin stories, München 1992 (übersetzt zusammen mit Harald Raykowski)
- Óskar Árni Óskarsson: Das Glitzern der Heringsschuppe in der Stirnlocke, Berlin 2011
- Pétur Gunnarsson: Reykjavík, Berlin 2011
- Sigurgeir Sigurjónsson: Iceland – down to earth, Reykjavík 2013
- Lilja Sigurðardóttir: Höllenkalt. Ein Island-Krimi, Köln 2023
- Sjón: Schattenfuchs, Frankfurt am Main 2007
- Sjón: Das Gleißen der Nacht, Frankfurt am Main 2011
- Sjón: Der Junge, den es nicht gab, Frankfurt am Main 2015
- Sjón: Bewegliche Berge, Berlin 2018 (übersetzt zusammen mit Tina Flecken)
- Sjón: CoDex 1962, Frankfurt am Main 2020
- Þórdís Björnsdóttir: Schlafsonate, Allschwil 2011
- Virginia Woolf: Mrs. Dalloway in Bond Street and other stories, München 1993 (übersetzt zusammen mit Harald Raykowski)